# Ikonodulstvo
Ikonodulstvo ali ikonodulija (grško: starogrško εικών [eikón, ikon] = podoba; starogrško δουλια [dulija] = čaščenje) je versko gibanje, ki zagovarja čaščenje svetih podob - ikon. Pripadniki tega gibanja se imenujejo ikonoduli (redkejša oblika: ikonofili).
Nasprotno gibanje, ki nasprotuje čaščenju svetih ikon, se imenuje ikonoklazem.
Deset Božjih zapovedi izrecno prepoveduje izdelavo in čaščenje svetih podob (slik, kipov, ipd) in tega se strogo držijo pripadniki judovstva in islama, v krščanstvu pa se je razvil nekoliko drugačen odnos do svetih podob.
Med kristjani se je že od začetka širilo prepričanje, da je Jezus Kristus s svojim življenjem in smrtjo na križu presegel vse zapovedi stare zaveze, zato v Kristusu ni več pomembna obrezanost niti obredna čistost hrane. Hkrati z drugimi elementi judovstva so kristjani zavrgli tudi prepoved izdelave svetih podob. 
V 8. stoletju so se pojavila močna nasprotovanja temu pogledu - ikonoklasti so začeli 
uničevati svete podobe. Poglede ikonodulov sta takrat zastopala in teološko podprla sveti Teodor Studion in sveti Janez Damaščan, a ikonoklasti niso hoteli odnehati. Spor je razrešil ekumenski koncil leta 787 v Nikeji, kjer so sprejeli sklep, da je dovoljena dulija svetih podob (grško: starogrško δουλια [dulija] = čaščenje, izkazovanje časti), ni pa dovoljena latrija (grško: starogrško λατρια, λατρεια [latrija] = enačenje z Bogom, pripisovanje nadnaravnih lastnosti).
Ta pogled je zdaj uradno stališče katolikov in pravoslavnih kristjanov.
Razlika med pojmoma dulija in latrija pa je žal tako majhna, da je včasih težko reči, kaj je res dovoljena oblika čaščenja in kaj ne. V srednjem veku je Rimskokatoliška cerkev močno povečala čaščenje nekaterih svetih objektov (čudodelnih podob, svetinjic, ipd) , svetnikov in njihovih relikvij, pa tudi  čaščenje Najsvetejšega (posvečene hostije - glej evharistija). Protestanti so se temu uprli in začeli z novim ikonoklazmom. 
Danes je večina katolikov v svetih podobah res vidi samo umetniška dela - redki so verniki, ki podobam pripisujejo nadnaravno (čudežno) moč. V pravoslavnih Cerkvah pa je pretirano čaščenje svetih podob še precej prisotno - številni verniki vidijo v ikonah vir nekakšne čudežne nadnaravne moči in se tako močno približujejo prepovedani idolatriji.